# Autostrada A3 (Romania)
L'autostrada A3, denominata autostrada Transilvana, è un'autostrada in costruzione in Romania. Sarà a quattro corsie, lunga 588 km, da Bucarest fino ad Oradea, al confine con l'Ungheria, via Brașov, nel centro della Romania.
È il più grande progetto di infrastruttura in Europa con un costo totale previsto di 7,2 miliardi di euro.

## Progetto
L'autostrada collegherà le seguenti città: Bucarest, Ploiești, Brașov, Făgăraș, Sighișoara, Târgu Mureș, Cluj-Napoca, Zalău e Oradea. Il primo segmento di 19 km, da Bucarest a Moara Vlăsiei, assegnato ad un'impresa italiana, verrà costruito a sei corsie per favorire il traffico dei pendolari e quello turistico nei pressi della capitale; l'autostrada attraverserà quindi i Carpazi lungo la Valle di Prahova (Ploiești - Brașov: il segmento è considerato la sezione più difficile da costruire). Esso fornirà anche l'accesso al futuro Terminal 2 dell'aeroporto Henri Coandă e per la futura autostrada A5 (Ploiești - Chișinău), attraverso l'interscambio di Ploiești Ovest. L'A3 seguirà quasi lo stesso percorso della strada DN1 (Drum National 1), che è divenuta insufficiente a causa del tasso di crescita del traffico tra Bucarest e la Transilvania.

## Lavori

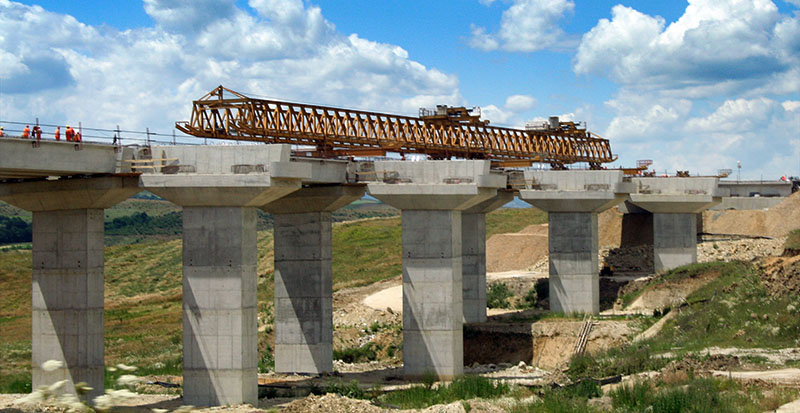
Cantiere della A3 in agosto 2008.

Il contratto per la costruzione dell'autostrada è stato assegnato dal governo romeno direttamente (senza alcuna offerta di concorrenza) alla società americana Bechtel. Questo ha causato alcuni problemi politici in seno al Parlamento e ha causato tensioni con l'Unione europea.
A novembre 2009 sono stati inaugurati i primi 42 chilometri nel tratto Gilău-Turda che consentono così di evitare l'abitato di Cluj Napoca.
Le prime due sezioni di autostrada (2B e 3C) saranno operative entro la fine del 2010. I lavori sul tratto Bucarest - Ploiești, sezione della A3, è iniziato il 15 marzo 2007 e inaugurato nel marzo 2012.
Ad Aprile 2013 il governo Rumeno ha preferito ritirare il mandato alla ditta americana Bechtel (dopo aver completato appena 52 km in 9 anni) e andare incontro a una penale di 30 milioni di euro. In tale data, alla Compagnia Nazionale delle Autostrade e Strade Nazionali della Romania S.A. è stata delegato il compito di trovare un nuovo costruttore a cui assegnare lo sviluppo del opera.

## Lotti di costruzione

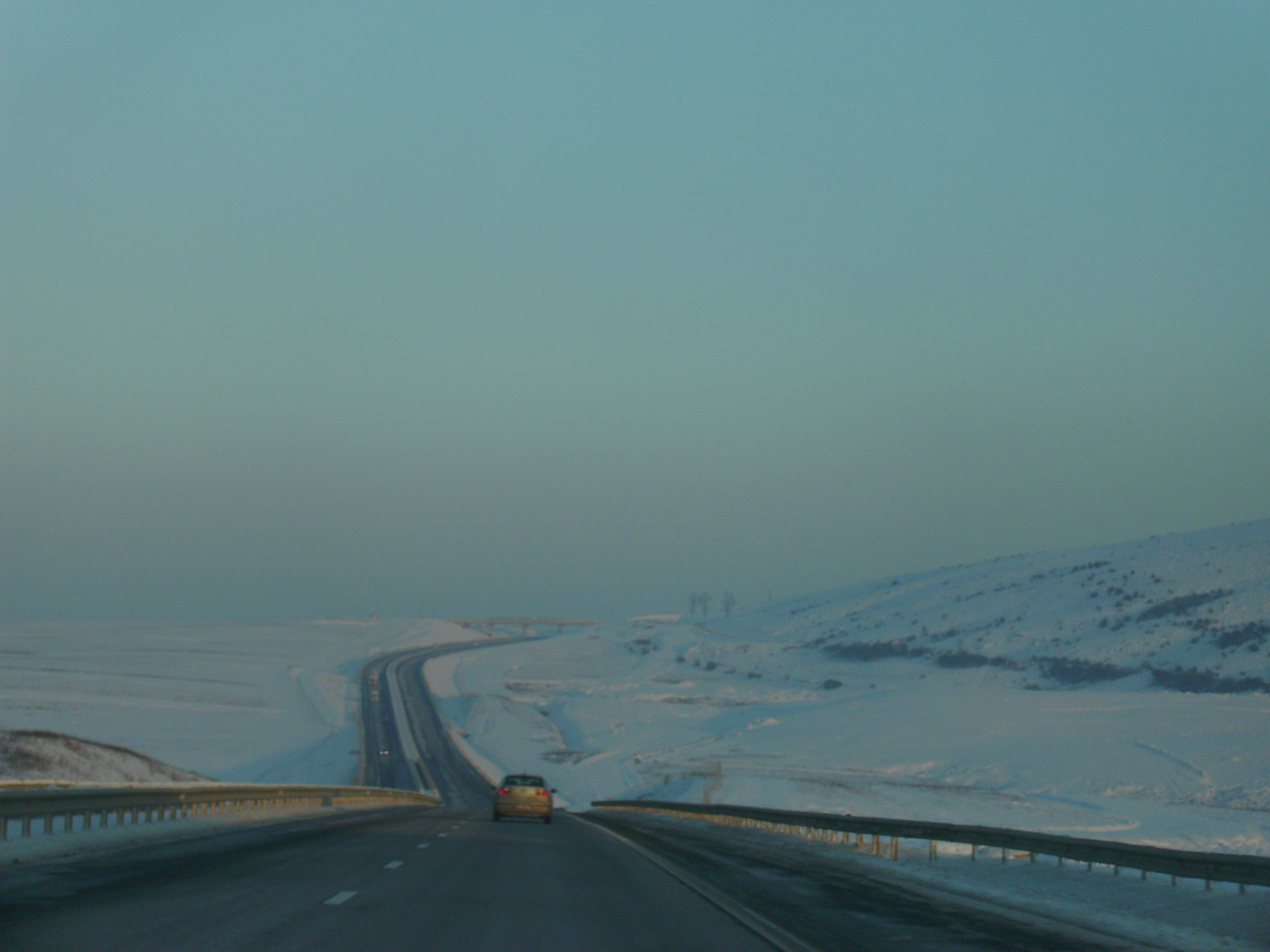
A3 tra Cluj e Turda.

### Primo lotto
Il primo lotto presenta le seguenti caratteristiche:
- Lunghezza totale: 415 km
- Larghezza piattaforma: 26 m
- Larghezza della strada: 2 x 7,5 m
- Opere di scavalco: 267 Ponti / viadotti, per un totale di 55,5 km
- Intersezioni: 58
- Numero di svincoli: 16

I sublotti nei quali è stato suddiviso il cantiere erano così suddivisi:
- 1A Brașov - Făgăraș
- 1B Făgăraș - Sighișoara
- 1C Sighișoara - Târgu Mureș (Ogra)
- 2ª Târgu Mureș (Ogra) - Câmpia Turzii
- 2B Câmpia Turzii - Cluj-Napoca Vest (Gilău)
- 3ªCluj-Napoca Vest (Gilău) - Mihăești
- 3B Mihăești - Suplacu de Barcău
- 3C Suplacu de Barcău - Borș

### Secondo lotto
Il secondo lotto presenta le seguenti caratteristiche:
- Lunghezza totale: 173,3 km
- Lunghezza totale tunnel: 2,65 km
- Svincoli presenti: 14
- Limiti di velocità: 80 - 100 – 120 km/h
- Larghezza Piattaforma: 26,0 m
- Larghezza della strada: 2 x 7,5 m
- Opere di scavalco: 12 Ponti / viadotti, per un totale di 27,65 km
- Costo stimato: 1,415 milioni di euro

Lo stesso è suddiviso in numero minore di sub lotti:
- 1 Bucarest - Ploiești 70 km (aperto nel 2012[2])
- 2 Ploiești - Comarnic 36 km
- 3 Comarnic - Predeal 67 km
- 4 Predeal - Codlea 5 km

## Tabella percorso
| Autostrada A3 București-Oradea       |       |                                                   |        |                |
| București – Ploiești (62 km)         |       |                                                   |        |                |
|                                      | km 6  | Strada Gherghiței, Bucarest inizio autostrada A3  |        | apertura 2018  |
|                                      | km 9  | Strada Popasului, Voluntari                       |        | apertura 2018  |
|                                      | km 13 | Centură București                                 | CB     | apertura 2012  |
|                                      | km 16 | Parcheggio                                        |        | apertura 2019  |
|                                      | km 19 | Raccordo anulare di Bucarest                      | A0     | apertura 2023  |
|                                      | km 23 | Parcheggio                                        |        | in costruzione |
|                                      | km 25 | Moara Vlăsiei                                     | DJ101  |                |
|                                      | km 26 | Parcheggio                                        |        | lato sud       |
|                                      | km 30 | Snagov/Ghermănești                                | DC184  | apertura 2012  |
|                                      | km 34 | Parcheggio                                        |        | in costruzione |
|                                      | km 38 | fiume Ialomița                                    |        | apertura 2012  |
|                                      | km 41 | Parcheggio                                        |        | in costruzione |
|                                      | km 44 | Gherghița                                         |        | apertura 2015  |
|                                      | km 47 | fiume Prahova                                     |        | apertura 2012  |
|                                      | km 49 | Parcheggio                                        |        | in costruzione |
|                                      | km 53 | Autostrada A7                                     | A7     | apertura 2024  |
|                                      | km 56 | Parcheggio                                        |        | in costruzione |
|                                      | km 63 | Parcheggio                                        |        | in costruzione |
|                                      | km 68 | fine autostrada in esercizio Ploiești Sud         | DN1    | apertura 2012  |
| Râșnov – Cristian (6 km)             |       |                                                   |        |                |
|                                      | km 0  | Râșnov                                            | DN73   | apertura 2020  |
|                                      | km 6  | Cristian                                          | DN73   | apertura 2020  |
| Târgu Mureș – Chețani (36 km)        |       |                                                   |        |                |
|                                      | km 0  | Târgu Mureș                                       | DN15   | apertura 2021  |
|                                      | km 2  | Acățari                                           | DJ151D | apertura 2021  |
|                                      | km 4  | Ungheni, Aeroporto di Târgu Mureș-Transilvania    | DN15   | apertura 2018  |
|                                      | km 7  | Parcheggio                                        |        | apertura 2018  |
|                                      | km 18 | Iernut                                            | DN14A  | apertura 2018  |
|                                      | km 33 | Parcheggio                                        |        | apertura 2020  |
|                                      | km 36 | Chețani                                           | DN15   | apertura 2020  |
| Câmpia Turzii – Cluj-Napoca (60 km)  |       |                                                   |        |                |
|                                      | km 0  | Câmpia Turzii                                     | DN15   | apertura 2010  |
|                                      | km 8  | Alba Iulia, Sebeș                                 | A10    | apertura 2018  |
|                                      | km 9  | Turda / Aiud                                      | DN1    | apertura 2009  |
|                                      | km 10 | Parcheggio                                        |        | in costruzione |
|                                      | km 12 | Inversione a U                                    |        | verso nord     |
|                                      | km 12 | fiume Arieș                                       |        | apertura 2009  |
|                                      | km 22 | Turda Nord                                        | DEx4   | apertura 2025  |
|                                      | km 44 | Inversione a U                                    |        | verso sud      |
|                                      | km 46 | Parcheggio                                        |        | in costruzione |
|                                      | km 51 | Cluj Vest / Gilău                                 | DN1    | apertura 2009  |
|                                      | km 52 | fiume Someșul Mic                                 |        | apertura 2018  |
|                                      | km 60 | Zalău / Gârbău                                    | DN1F   | apertura 2018  |
| Nușfălău – Suplacu de Barcău (13 km) |       |                                                   |        |                |
|                                      | km 0  | Nușfalău                                          | DN1H   | apertura 2023  |
|                                      | km 2  | Parcheggio                                        |        | apertura 2023  |
|                                      | km 3  | Inversione a U                                    |        | verso nord     |
|                                      | km 13 | Suplacu de Barcău                                 | DN19B  | apertura 2023  |
| Oradea – Borș (5 km)                 |       |                                                   |        |                |
|                                      | km 0  | Oradea Nord, Biharia                              | DN19   | apertura 2020  |
|                                      | km 2  | Oradea Vest / Arad                                | A11    | pianificato    |
|                                      | km 4  | Parcheggio                                        |        |                |
|                                      | km 5  | Confine di Stato - Borș II (RO) – Nagykereki (HU) |        | apertura 2020  |